# Kierunek zamawiany
Kierunki zamawiane – lista kierunków technicznych, matematycznych i przyrodniczych ustanowiona przez Ministerstwo Nauki i Szkolnictwa Wyższego.
Działanie to ma na celu zapewnienie wystarczającej podaży odpowiednio wykwalifikowanych specjalistów nauk ścisłych, realizowane w ramach Poddziałania 4.1.2 „Zwiększenie liczby absolwentów kierunków o kluczowym znaczeniu dla gospodarki opartej na wiedzy” Programu Operacyjnego Kapitał Ludzki. Program pilotażowy „Zamawianie kształcenia na kierunkach technicznych, matematycznych i przyrodniczych" rozpoczął się 1 października 2008 roku na podstawie zarządzenia Ministra Nauki i Szkolnictwa Wyższego – prof. Barbary Kudryckiej o ogłoszeniu konkursu z 2 lipca 2008.

## Lista kierunków studiów objętych programem „Kierunki zamawiane” (rok akademicki 2009/2010)
- automatyka i robotyka
- biotechnologia
- budownictwo
- chemia
- energetyka
- fizyka/fizyka techniczna
- informatyka
- inżynieria materiałowa
- inżynieria środowiska
- matematyka
- mechanika i budowa maszyn
- mechatronika
- ochrona środowiska
- wzornictwo przemysłowe
- inżynieria chemiczna i procesowa

## Główne założenia
Program zakłada m.in. motywacyjne stypendia dla najlepszych studentów oraz dofinansowanie uczelni, które prowadzą wspomniane kierunki, aby mogły podnieść atrakcyjność kształcenia, organizując dla studentów np. kursy wyrównawcze z matematyki i fizyki, kursy z języka angielskiego, obozy naukowe, zajęcia dydaktyczne prowadzone przez specjalistów z różnych dziedzin, kursy dające dodatkowe kwalifikacje i uprawnienia zawodowe, wyjazdy studyjne do przedsiębiorstw oferujących zatrudnienie absolwentów. Uczelnie biorące udział w projekcie oferują również nauczanie metodą e-learning, finansują udział studentów w konferencjach naukowo-technicznych. Studenci biorą udział w specjalistycznych kursach komputerowych oraz mają dostęp do najnowszych programów komputerowych, mogą korzystać z wiedzy oraz doświadczenia matematyków i ekspertów pracujących w instytucjach finansowych, informatycznych i laboratoriach. Aby dodatkowo wzbogacić ofertę kierunków zamawianych na wykłady zapraszani są profesorowie z zagranicy.

## Praktyka
Uczelnia na studenta z kierunków zamawianych dostaje nie 15 tys. zł, ale około 25 tys. zł. Z tego powodu opłaca im się zwiększać rekrutacje na kierunki zamawiane lub zakładać takie jeśli ich nie mają. Często na tego typu studia przyjmuje się osoby, o których wiadomo, po wynikach matury, że nie dadzą rady ich ukończyć. Np. w PWSZ w Głogowie przyjęto 130 osób na automatykę i robotykę, a na trzeci rok przepuszczono tylko 17.

## Geneza projektu
Od ostatnich kilkunastu lat w Polsce widoczne było zachwianie proporcji pomiędzy absolwentami kierunków humanistycznych a osobami z wykształceniem technicznym i matematyczno-przyrodniczym. Rynek pracy nasycony został humanistami, podczas gdy absolwenci nauk ścisłych są obecnie najbardziej pożądani przez pracodawców i odgrywać mogą istotną rolę w pobudzaniu rozwoju tych gałęzi gospodarki, które mają szczególny wpływ na poprawę sytuacji ekonomicznej i społecznej Polski.
Badania rynku pracy w Polsce potwierdzają rosnące zapotrzebowanie na wykwalifikowanych pracowników. Powszechnie wiadomo, że problem deficytu niektórych zawodów i specjalności to wynik niedopasowania oferty edukacyjnej do potrzeb stale zmieniającego się rynku pracy. W takiej sytuacji MNiSW za konieczne uznało podejmowanie działań zmierzających do podniesienia popularności kształcenia w obszarze nauk matematyczno-przyrodniczych i technicznych, co przyczyni się do zwiększenia grona studentów na kierunkach ścisłych. Można to osiągnąć m.in. poprzez zamawianie studiów istotnych dla rozwoju konkurencyjnej i innowacyjnej gospodarki, a także poprzez zamawianie specjalności na tych kierunkach.

## Krytyka
Program jest krytykowany za marnowanie pieniędzy z budżetu (aczkolwiek 85% środków pochodzi z Unii Europejskiej). Negatywnie jest oceniany brak kierunków medycznych wśród studiów zamawianych.
Gazeta Prawna określiła program mianem fiaska, z uwagi na to, że według ich danych, tylko 20% studentów zaczynających kierunki zamawiane skończyło je w terminie, a wydano na to 53 mln zł (358 tys. zł za jednego absolwenta). MNiSW jest natomiast zadowolone z wyników programu kierunków zamawianych i twierdzi, że ukończyło je o wiele więcej osób, przynajmniej 273.